# PGC 132981
LEDA/PGC 132981 ist eine aktive Spiralgalaxie im Sternbild Fornax am Südsternhimmel. Sie ist schätzungsweise 448 Millionen Lichtjahre von der Milchstraße entfernt und hat einen Durchmesser von etwa 90.000 Lichtjahren.
Im selben Himmelsareal befinden sich unter anderem die Galaxien PGC 8936, PGC 8943, PGC 199006 und PGC 702157.